# Krain (Washington)
Krain es un área no incorporada ubicada en el condado de King en el estado estadounidense de Washington.

## Geografía
Krain se encuentra ubicado en las coordenadas 47°14′34″N 121°59′21″O / 47.24278, -121.98917.